# نمان
رود نمان (لیتوانیایی: Neman) رودی است به دریای بالتیک می‌ریزد. این رود از کشورهای بلاروس، لیتوانی، و روسیه می‌گذرد. طول آن ۹۱۴ کیلومتر (۵۶۸ مایل)، ارتفاع سرچشمه آن ۱۷۶ متر (۵۷۷ فوت) است.